# Татбир

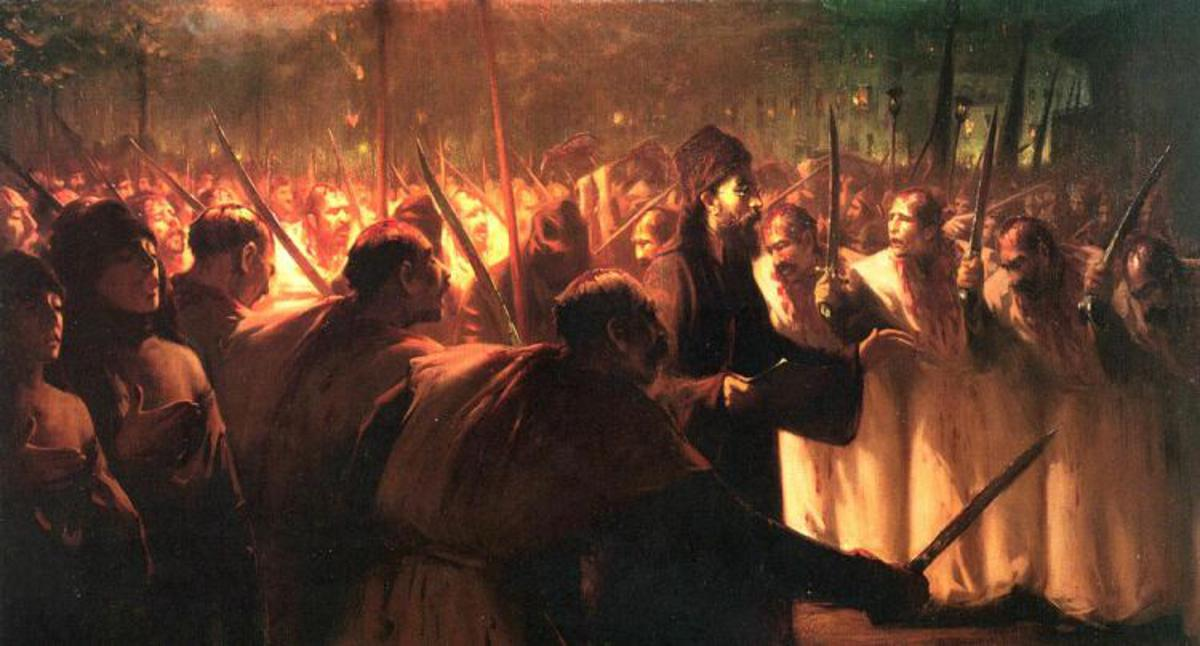
10 мухаррама

Татбир, ат-Татбир (араб. تطبير‎), другие названия: «Тальвар зани» и «Камах-зани» (перс. قمه‌زنی‎) — шиитский обряд. Является актом траура мусульман-шиитов по имаму Хусейну ибн Али.

## Исполнение татбира

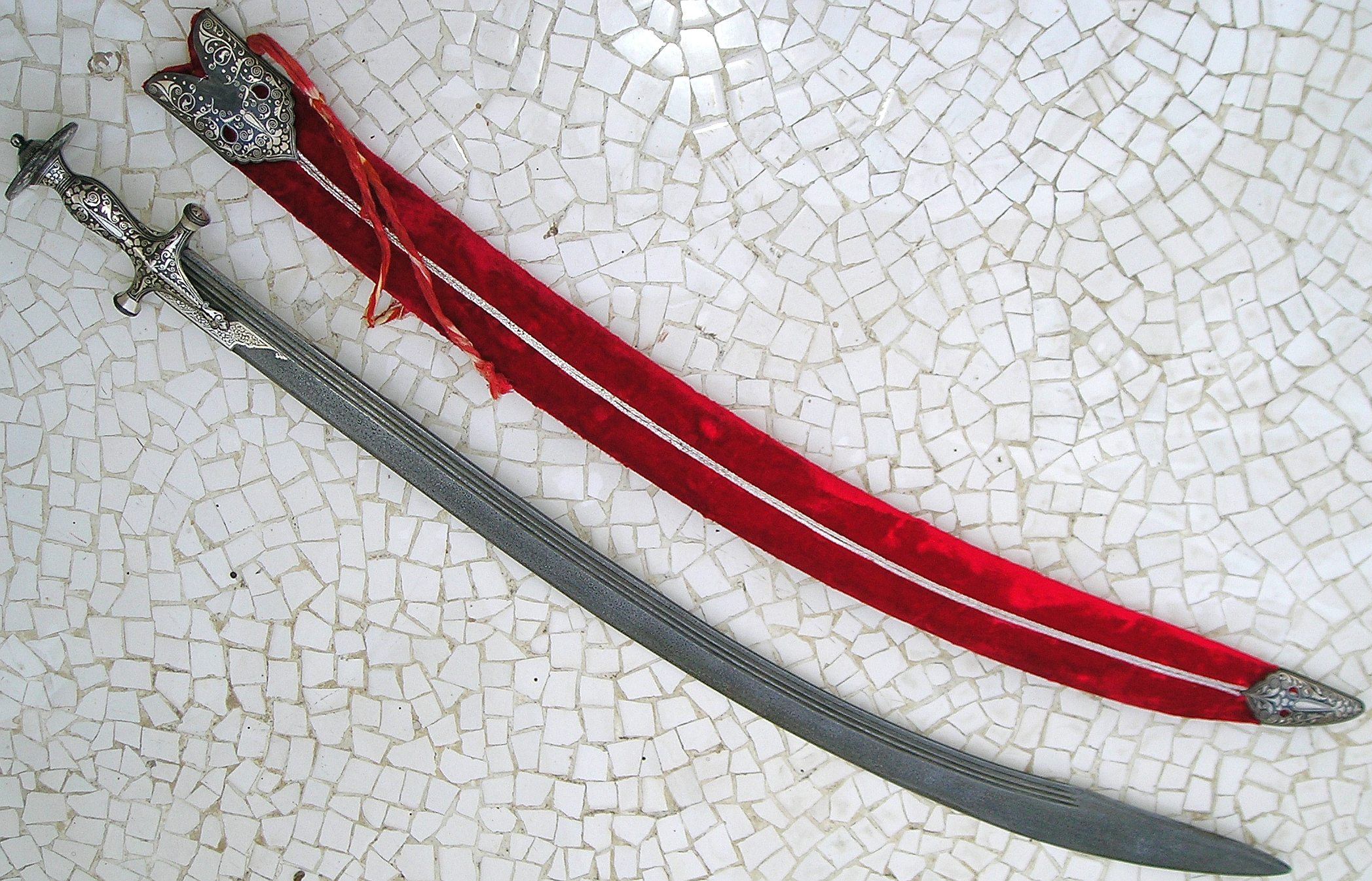
Тальвар

Обряд проходит каждый год 10 Мухаррама по исламскому календарю («Ашура», «Арбаин»), когда был убит Хусейн. Некоторые шииты исполняют татбир и в другие даты, например 21 Рамадана (день, когда первый имам, Али ибн Абу Талиб, был убит в Куфе), 28 Сафара (в память о смерти Мухаммеда и второго имама, Хассана ибн Али) и между 10 Мухараммом и 8 Раби аль-авваль.
Практика татбира заключается в массовом шествии, сопровождающемся самоистязанием. Участники избивают себя мечом «тальвар» по голове, что приводит к кровотечению в память о невинной крови имама. Некоторые шииты-двунадесятники также избивают свои спины и грудь лезвиями на цепях.
Самобичевание олицетворяет раскаяние верующих, служит своего рода искуплением вины за неспособность уберечь имама от смерти. В больницы Ирана в эти дни попадают сотни человек, страдающих сильным кровотечением.

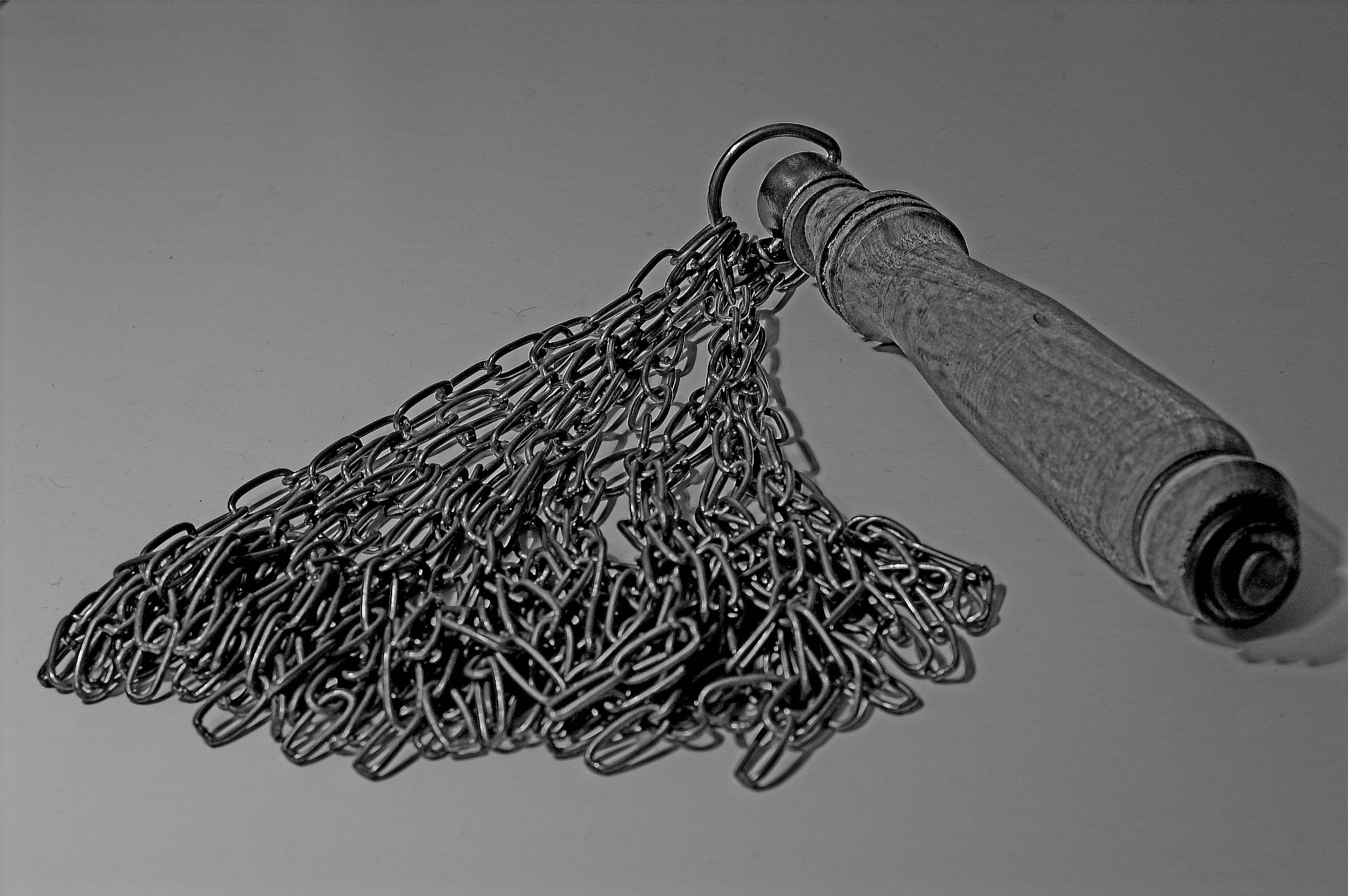
Цепи для самобичевания

## Мнения аятолл о татбире
Участие в ритуале часто вредит здоровью, и часть образованных мусульман-шиитов призывает от него отказаться. По данным иракских медицинских источников, в дни Ашуры больницы Кербелы ежедневно принимают сотни человек, страдающих от сильного кровотечения.
В качестве прогрессивного аналога татбира выступает донорство крови.